# Biolégère
Biolégère is een Belgisch biologisch bier van hoge gisting.
Het bier wordt gebrouwen in Brouwerij Dupont te Tourpes. Het is een stroblond bier met een alcoholpercentage van 3,5%. Het bier wordt in 1992 gecreëerd omdat er door de klanten een toenemende vraag is naar biologische bieren.